# Diario de Alicante
El Diario de Alicante va ser un periòdic d'Alacant editat des de 1906 a 1937. Durant la restauració borbònica el diari va mantenir una línia propera a les posicions del Partit Liberal, i es va mostrar crític amb la dictadura de Primo de Rivera. En 1930 va ser adquirit pels polítics alacantins del Partit Republicà Radical, moment en què afirmava tenir un tiratge proper als 6.000 exemplars/dia. Els conflictes en el si dels radicals i la seva escissió (es van crear el Diario de Levante i El Radical), van portar al fet que el diari fos adquirit pels polítics dretans vinculats a Joaquín Chapaprieta Torregrosa. Iniciada la Guerra Civil amb la revolta d'una part de l'exèrcit, el diari va ser confiscat per la Unió General de Treballadors, desapareixent en 1937.